# بريان بيرنهام
بريان بيرنهام (بالإنجليزية: Bryan Burnham)‏ هو لاعب كرة قدم كندية أمريكي، ولد في 3 أبريل 1990 في مورستاون ‏ في الولايات المتحدة.